# جیمی بولارد
جیمی بولارد (انگلیسی: Jimmy Bullard؛ زادهٔ ۲۳ اکتبر ۱۹۷۸) یک بازیکن فوتبال اهل انگلیس است.